# Igor Gabilondo
Pour les articles homonymes, voir Gabilondo (homonymie).
Igor Gabilondo del Campo est un footballeur espagnol, né le 10 février 1979 à Saint-Sébastien. Son poste de prédilection est milieu de terrain.

## Palmarès
Real Sociedad
- Vice-Champion d'Espagne : 2003

 Athletic Bilbao
- Finaliste de la Coupe d'Espagne : 2009